# Brady Creek
Pour les articles homonymes, voir Brady.
 (janvier 2023).
Le Brady Creek est une rivière qui coule dans l'État américain du Texas. D'une longueur de 90 miles (145 km), c'est un affluent de la San Saba River.